# La mort n'oublie personne
 (décembre 2022).
Si vous disposez d'ouvrages ou d'articles de référence ou si vous connaissez des sites web de qualité traitant du thème abordé ici, merci de compléter l'article en donnant les références utiles à sa vérifiabilité et en les liant à la section « Notes et références ».

La mort n'oublie personne est un téléfilm français réalisé par Laurent Heynemann en 2008 et diffusé le 5 mai 2009 sur France 2.

## Synopsis
Durant la Seconde Guerre mondiale, Jean Ricouart, un jeune résistant, est arrêté à la suite d'une opération où il était chargé d'exécuter des collabos. Il est déporté en Allemagne, puis en Pologne mais survit. Deux ans plus tard, la guerre finie, il retourne dans son petit village natal afin d'y épouser son amour de jeunesse, Marie.
Mais tout de suite après son mariage, Jean est arrêté et est condamné à 7 ans de prison pour complicité dans l'exécution des collabos. Le juge espère ainsi effacer toute trace de son passé collaborationniste en emprisonnant Jean, et se venger de la Résistance...

## Fiche technique
- Réalisateur : Laurent Heynemann
- Scénario : Marie-Pierre Thomas et Laurent Heynemann, d'après un roman de Didier Daeninckx
- Musique : Bruno Coulais
- Date de diffusion : 5 mai 2009 sur France 2
- Durée : 90 minutes.

## Distribution
- Malik Zidi : Jean Ricouart
- Judith Davis : Marie Tourbier
- Natacha Lindinger : Élisabeth Quinoux
- Erick Desmarestz : Maurice Quinoux
- Sylviane Goudal : Mme Tourbier
- Philippe Duquesne : M. Tourbier
- Yves Pignot : Capitaine Camblain
- François Levantal : René Schots
- Alban Casterman : Soudan
- Myriam Boyer : Mme Debast
- Nathalie Becue :  Mme Schots
- Jean-Luc Mimault : le facteur Lenglart
- Abel Jafri : Moktar
- Vincent Nemeth : le contremaître Vandier
- Alain Duclos : Gaston
- Fantin Ravat : Lucien Ricouart
- Jacques Ciron : le président de Launay
- Jean Badin : le juge Tirlemont
- Maxence Brabant : Pierre Lebreucq
- Bernard Ballet : Raymond Lebreucq
- Vincent Pietton : Robert
- Sophie Bourdon : Mme Soudan
- Jean-François Picotin : Phalipou
- Eric Bleuze : le contremaître
- Félix Verhaverbeke : Procureur Roult
- Fred Personne : le père d'Élisabeth
- Morgan Sarpaux : Henri
- Gilbert Perez : cascadeur : soldat allemand abattu